# Draba pachythyrsa
Draba pachythyrsa är en korsblommig växtart som beskrevs av José Jéronimo Triana och Jules Émile Planchon. Draba pachythyrsa ingår i släktet drabor, och familjen korsblommiga växter. Inga underarter finns listade i Catalogue of Life.